# Primera B de Chile 2005
El Campeonato Nacional «BancoEstado» de Primera B de Chile 2005 fue la 55° edición de la segunda categoría del fútbol profesional de Chile, correspondiente a la temporada 2005. Se jugó desde el 26 de febrero hasta el 3 de diciembre de 2005.
El torneo fue ganado por Santiago Morning, que volvía de esta manera a la Primera división del fútbol chileno después de sufrir su último descenso en 2002. El subcampeón resultó ser Deportes Antofagasta, que volvió a Primera División, luego de 8 años de militar en la Serie B del fútbol chileno.
O'Higgins también accedió a Primera división por la liguilla de promoción después de sufrir su último descenso en 2001, derrotando a Deportes Melipilla luego de empatar a 3 goles en el Estadio Municipal Roberto Bravo Santibáñez (ganó 1 a 0 en la ida). Los otros equipos que participaron en la liguilla fueron Deportes Puerto Montt y Provincial Osorno. Los puertomontinos, que venían de Primera División, conservaron su puesto en la máxima categoría tras derrotar a su clásico rival mediante lanzamientos penales.
Como en los años 2003 y 2004 no hubo descenso a Tercera División, en este campeonato los descensos fueron tres, y se medían por el promedio de puntajes de las dos temporadas anteriores. Los descendidos a Tercera fueron Deportes Ovalle, Naval y Deportes Arica.

## Movimientos divisionales
| Pos | a Primera División Apertura 2005 y Clausura 2005 |
| --- | ------------------------------------------------ |
| 1º  | Deportes Melipilla (Campeón)                     |
| 2º  | Deportes Concepción                              |

| Pos | desde Tercera División de Chile 2004 |
| --- | ------------------------------------ |
| 1º  | Ñublense                             |

| Deportes Arica Deportes Antofagasta Deportes Copiapó Deportes Ovalle San Luis Unión La Calera O'Higgins Ñublense Naval Lota Schwager Fernández Vial Provincial Osorno |

| Magallanes Santiago Morning |

| Equipo               | Ciudad                   |
| -------------------- | ------------------------ |
| Deportes Antofagasta | Antofagasta              |
| Deportes Arica       | Arica                    |
| Deportes Copiapó     | Copiapó                  |
| Deportes Ovalle      | Ovalle                   |
| Fernández Vial       | Concepción               |
| Lota Schwager        | Coronel                  |
| Magallanes           | Maipú, Santiago de Chile |
| Naval                | Talcahuano               |
| Ñublense             | Chillán                  |
| O'Higgins            | Rancagua                 |
| Provincial Osorno    | Osorno                   |
| San Luis             | Quillota                 |
| Santiago Morning     | Recoleta                 |
| Unión La Calera      | La Calera                |

## Sistema de campeonato
Los 14 equipos participantes jugaron entre sí en dos etapas. La Primera Fase, de carácter grupal, involucra a todos los equipos divididos en zonas geográficas. Luego de esta primera fase, todos los equipos se unirán en una etapa nacional, siendo esta la Segunda Fase, donde se juegan 26 partidos en sistema "todos contra todos", en ida y vuelta. Luego de estas fechas, los dos equipos que terminaron en las dos primeras posiciones ascendieron directamente a primera división, mientras que aquellos que finalizaron en las posiciones 3° y 4° disputaron la Liguilla de Promoción con clubes de primera división.

## Desarrollo

### Fase grupal

#### Grupo Norte
| Pos | Equipo               | Pts | PJ | G | E | P | GF | GC | DIF |
| --- | -------------------- | --- | -- | - | - | - | -- | -- | --- |
| 1   | Deportes Antofagasta | 10  | 6  | 3 | 1 | 2 | 6  | 4  | 2   |
| 2   | Deportes Arica       | 8   | 6  | 1 | 5 | 0 | 9  | 8  | 1   |
| 3   | Deportes Ovalle      | 8   | 6  | 2 | 2 | 2 | 10 | 10 | 0   |
| 4   | Deportes Copiapó     | 6   | 6  | 1 | 2 | 3 | 6  | 9  | -3  |

#### Grupo Centro
| Pos | Equipo           | Pts | PJ | G | E | P | GF | GC | DIF |
| --- | ---------------- | --- | -- | - | - | - | -- | -- | --- |
| 1   | Santiago Morning | 19  | 8  | 6 | 1 | 1 | 18 | 9  | 9   |
| 2   | O'Higgins        | 17  | 8  | 5 | 2 | 1 | 13 | 20 | 7   |
| 3   | Magallanes       | 7   | 8  | 1 | 4 | 3 | 11 | 12 | -1  |
| 4   | Unión La Calera  | 5   | 8  | 0 | 5 | 3 | 7  | 11 | -4  |
| 5   | San Luis         | 5   | 8  | 1 | 2 | 5 | 9  | 16 | -17 |

#### Grupo Sur
| Pos | Equipo                | Pts | PJ | G | E | P | GF | GC | DIF |
| --- | --------------------- | --- | -- | - | - | - | -- | -- | --- |
| 1   | Provincial Osorno     | 18  | 8  | 6 | 0 | 2 | 13 | 12 | 1   |
| 2   | Naval                 | 15  | 8  | 5 | 0 | 3 | 20 | 12 | 8   |
| 3   | Lota Schwager         | 10  | 8  | 3 | 1 | 4 | 14 | 17 | -3  |
| 4   | Ñublense              | 9   | 8  | 2 | 3 | 3 | 15 | 13 | 2   |
| 5   | Arturo Fernández Vial | 5   | 8  | 1 | 2 | 5 | 6  | 14 | -8  |

PJ = Partidos Jugados; G = Partidos Ganados; E = Partidos empatados; P = Partidos perdidos; GF = Goles a favor; GC = Goles en contra; DIF = Diferencia de goles; Pts = Puntos

### Fase Nacional
| Pos | Equipo                | Pts | PJ | G  | E  | P  | GF | GC | DIF |
| --- | --------------------- | --- | -- | -- | -- | -- | -- | -- | --- |
| 1   | Santiago Morning      | 62  | 26 | 16 | 4  | 6  | 60 | 34 | 26  |
| 2   | Deportes Antofagasta  | 58  | 26 | 15 | 6  | 5  | 43 | 20 | 23  |
| 3   | Provincial Osorno     | 52  | 26 | 11 | 10 | 5  | 55 | 39 | 16  |
| 4   | Ñublense              | 49  | 26 | 13 | 5  | 8  | 53 | 44 | 9   |
| 5   | O'Higgins             | 44  | 26 | 9  | 8  | 9  | 41 | 35 | 6   |
| 6   | Deportes Arica        | 43  | 26 | 11 | 5  | 10 | 42 | 39 | 3   |
| 7   | Deportes Ovalle       | 41  | 26 | 11 | 7  | 8  | 44 | 43 | 1   |
| 8   | Lota Schwager         | 40  | 26 | 11 | 2  | 13 | 46 | 53 | -7  |
| 9   | San Luis              | 39  | 26 | 9  | 9  | 8  | 42 | 47 | -5  |
| 10  | Magallanes            | 36  | 26 | 9  | 5  | 12 | 42 | 46 | -4  |
| 11  | Unión La Calera       | 35  | 26 | 10 | 2  | 14 | 41 | 47 | -6  |
| 12  | Arturo Fernández Vial | 32  | 26 | 8  | 5  | 13 | 34 | 57 | -23 |
| 13  | Deportes Copiapó      | 16  | 26 | 3  | 7  | 16 | 26 | 51 | -25 |
| 14  | Naval                 | 7   | 26 | 5  | 7  | 14 | 43 | 53 | -10 |

PJ = Partidos Jugados; G = Partidos Ganados; E = Partidos empatados; P = Partidos perdidos; GF = Goles a favor; GC = Goles en contra; DIF = Diferencia de goles; Pts = Puntos
|  | Asciende directamente a Primera División |
|  | Clasifica a Liguilla de Promoción        |

|                          |
| Campeón Santiago Morning |
| 3.º título               |

## Descenso
Esta tabla promedia los puntajes de las temporadas 2003 y 2004. De esta tabla se excluyen San Luis y Ñublense, equipos ascendidos de la Tercera División en las dos temporadas anteriores. Descendieron a Tercera División los clubes Deportes Ovalle, Naval y Deportes Arica.
| Pos | Equipo                |        |
| Pos | Equipo                | Pond   |
| --- | --------------------- | ------ |
| 1   | Santiago Morning      | 50.000 |
| 2   | O'Higgins             | 47.333 |
| 3   | Provincial Osorno     | 46.666 |
| 4   | Deportes Antofagasta  | 45.444 |
| 5   | Unión La Calera       | 41.778 |
| 6   | Magallanes            | 38.111 |
| 7   | Arturo Fernández Vial | 32.666 |
| 8   | Deportes Copiapó      | 31.667 |
| 9   | Lota Schwager         | 29.333 |
| 10  | Deportes Ovalle       | 29.166 |
| 11  | Naval                 | 29.000 |
| 12  | Deportes Arica        | 27.111 |

Pond=Puntaje ponderado de las temporadas 2003 y 2004
|  | Descendido a la Tercera División |

## Liguilla de promoción
La debían jugar los equipos que ocuparon los lugares 3° y 4° del torneo de Primera B (Provincial Osorno y Ñublense) contra aquellos equipos que ocuparon el 17º y 18° lugar en la tabla de promedios de Primera División (Deportes Puerto Montt y Deportes Melipilla). Como Ñublense estaba en calidad de invitado en la competencia (por ser recién ascendido de la Tercera División) no pudo competir en la liguilla, y fue reemplazado por O'Higgins, que lo siguió en la Tabla Acumulada del Campeonato de Primera B en la temporada. Los ganadores participaron en la Primera División durante la Temporada 2006.
En la primera llave, O'Higgins hizo un verdadero esfuerzo, para lograr el regreso a la Primera División, luego de 4 temporadas de ausencia y finalmente lo consiguió. El factor fundamental para conseguir la anhelada meta de ascender, fue su triunfo como local por 1 a 0 sobre Deportes Melipilla, obligándolo a derrotarlo por 2 goles de diferencia, para lograr la permanencia. En la revancha disputada en Melipilla, el equipo rancagüino también fue muy superior (como en el partido de ida) y sobre todo, porque ganaba 3 a 0 en pleno primer tiempo. Sin embargo, los melipillanos lograron reaccionar y alcanzaron a empatar 3 a 3, pero ya era demasiado tarde y con el arbitraje del experimentado Rubén Selman, O'Higgins logró su objetivo de regresar a Primera División, condenando precisamente a los melipillanos, a ser los acompañantes de los descendidos por el descenso programado Unión San Felipe y Deportes Temuco, en la Primera B del año siguiente.
En la otra llave, se disputaba el clásico de la décima región entre Deportes Puerto Montt y Provincial Osorno. En la ida jugada en Osorno, los "salmoneros" se impusieron por la cuenta mínima, obligando a los osorninos a ganarles por 2 goles de diferencia, para poder arrebarles su puesto en Primera División. En la revancha jugada en Puerto Montt, Osorno se esperanzó y logró anotar 2 goles, pero recibió 1 de parte de los puertomontinos, Osorno terminó ganando por 2 a 1, por lo que forzó la tanda de los penales, para determinar quien ganara la serie y quien jugará en Primera División y en Primera B en el 2006. Finalmente, los puertomontinos fueron más certeros desde los 12 pasos y terminó ganando por 5 a 3, por lo aseguró su permanencia en Primera División para el año 2006, obligando a los osorninos, a permanecer en la Primera B por un año más.
| Llave | Equipo local      | Equipo visitante      | Ida   | Vuelta | Global        |
| ----- | ----------------- | --------------------- | ----- | ------ | ------------- |
| 1     | O'Higgins         | Deportes Melipilla    | 1 - 0 | 3 - 3  | 4 - 3         |
| 2     | Provincial Osorno | Deportes Puerto Montt | 0 - 1 | 2 - 1  | 3 - 3 (3-5 p) |

Ascendió O'Higgins y descendió Deportes Melipilla. Provincial Osorno y Deportes Puerto Montt mantuvieron su división de origen.

## Estadísticas
- El equipo con mayor cantidad de partidos ganados: Santiago Morning 24 triunfos.
- El equipo con menor cantidad de partidos perdidos: Santiago Morning, Deportes Antofagasta y Provincial Osorno 7 derrotas.
- El equipo con menor cantidad de partidos ganados: Deportes Copiapó 4 triunfos.
- El equipo con mayor cantidad de partidos perdidos: Deportes Copiapó 19 derrotas.
- El equipo con mayor cantidad de empates: Provincial Osorno y Deportes Arica 10 empates.
- El equipo con menor cantidad de empates: Lota Schwager 3 empates.
- El equipo más goleador del torneo: Santiago Morning 78 goles a favor.
- El equipo más goleado del torneo: Fernández Vial 71 goles en contra.
- El equipo menos goleado del torneo: Deportes Antofagasta 24 goles en contra.
- El equipo menos goleador del torneo: Deportes Copiapó 32 goles a favor.
- Mejor diferencia de gol del torneo: Santiago Morning convirtió 35 goles más de los que recibió.
- Peor diferencia de gol del torneo: Deportes Copiapó recibió 28 goles más de los convirtió.
- Mayor goleada del torneo: Unión La Calera 4-0 Deportes Copiapó (fecha 13), Naval 0-4 Magallanes (fecha 20) y Santiago Morning 6-2 San Luis (fecha 24).